# Glyphocrangon longirostris
Glyphocrangon longirostris är en kräftdjursart som först beskrevs av Sidney Irving Smith 1882.  Glyphocrangon longirostris ingår i släktet Glyphocrangon och familjen Glyphocrangonidae. Inga underarter finns listade i Catalogue of Life.